# La Meilleraye-de-Bretagne
Pour les articles homonymes, voir Bretagne (homonymie).
La Meilleraye-de-Bretagne est une commune de l'Ouest de la France, située dans le département de la Loire-Atlantique, en région Pays de la Loire, et fait partie de la Bretagne  historique.

## Géographie

Situation de la commune de la Meilleraye-de-Bretagne dans le département de la Loire-Atlantique

La Meilleraye est située à 18 km au sud de Châteaubriant.
| Issé     | Moisdon-la-Rivière       |               |
| Abbaretz | La Meilleray-de-Bretagne | Grand-Auverné |
|          | Joué-sur-Erdre           | Riaillé       |

### Climat
Pour des articles plus généraux, voir Climat des Pays de la Loire et Climat de la Loire-Atlantique.
En 2010, le climat de la commune est de type climat océanique altéré, selon une étude du CNRS s'appuyant sur une série de données couvrant la période 1971-2000. En 2020, Météo-France publie une typologie des climats de la France métropolitaine dans laquelle la commune est exposée à un climat océanique et est dans la région climatique  Bretagne orientale et méridionale, Pays nantais, Vendée, caractérisée par une faible pluviométrie en été et une bonne insolation. 
Pour la période 1971-2000, la température annuelle moyenne est de 11,6 °C, avec une amplitude thermique annuelle de 13,7 °C. Le cumul annuel moyen de précipitations est de 738 mm, avec 11,9 jours de précipitations en janvier et 6,8 jours en juillet. Pour la période 1991-2020, la température moyenne annuelle observée sur la station météorologique de Météo-France la plus proche, sur la commune de Nort-sur-Erdre à 15 km à vol d'oiseau, est de 12,4 °C et le cumul annuel moyen de précipitations est de 760,4 mm,. Pour l'avenir, les paramètres climatiques de la commune estimés pour 2050 selon différents scénarios d'émission de gaz à effet de serre sont consultables sur un site dédié publié par Météo-France en novembre 2022.

## Urbanisme

### Typologie
Au 1er janvier 2024, La Meilleraye-de-Bretagne est catégorisée commune rurale à habitat dispersé, selon la nouvelle grille communale de densité à sept niveaux définie par l'Insee en 2022.
Elle est située hors unité urbaine et hors attraction des villes,.

### Occupation des sols
L'occupation des sols de la commune, telle qu'elle ressort de la base de données européenne d’occupation biophysique des sols Corine Land Cover (CLC), est marquée par l'importance des territoires agricoles (70,7 % en 2018), une proportion sensiblement équivalente à celle de 1990 (71,4 %). La répartition détaillée en 2018 est la suivante : 
terres arables (33,4 %), zones agricoles hétérogènes (29,1 %), forêts (22,7 %), prairies (8,2 %), zones urbanisées (2,6 %), milieux à végétation arbustive et/ou herbacée (2,2 %), espaces verts artificialisés, non agricoles (1,8 %). L'évolution de l’occupation des sols de la commune et de ses infrastructures peut être observée sur les différentes représentations cartographiques du territoire : la carte de Cassini (XVIIIe siècle), la carte d'état-major (1820-1866) et les cartes ou photos aériennes de l'IGN pour la période actuelle (1950 à aujourd'hui).

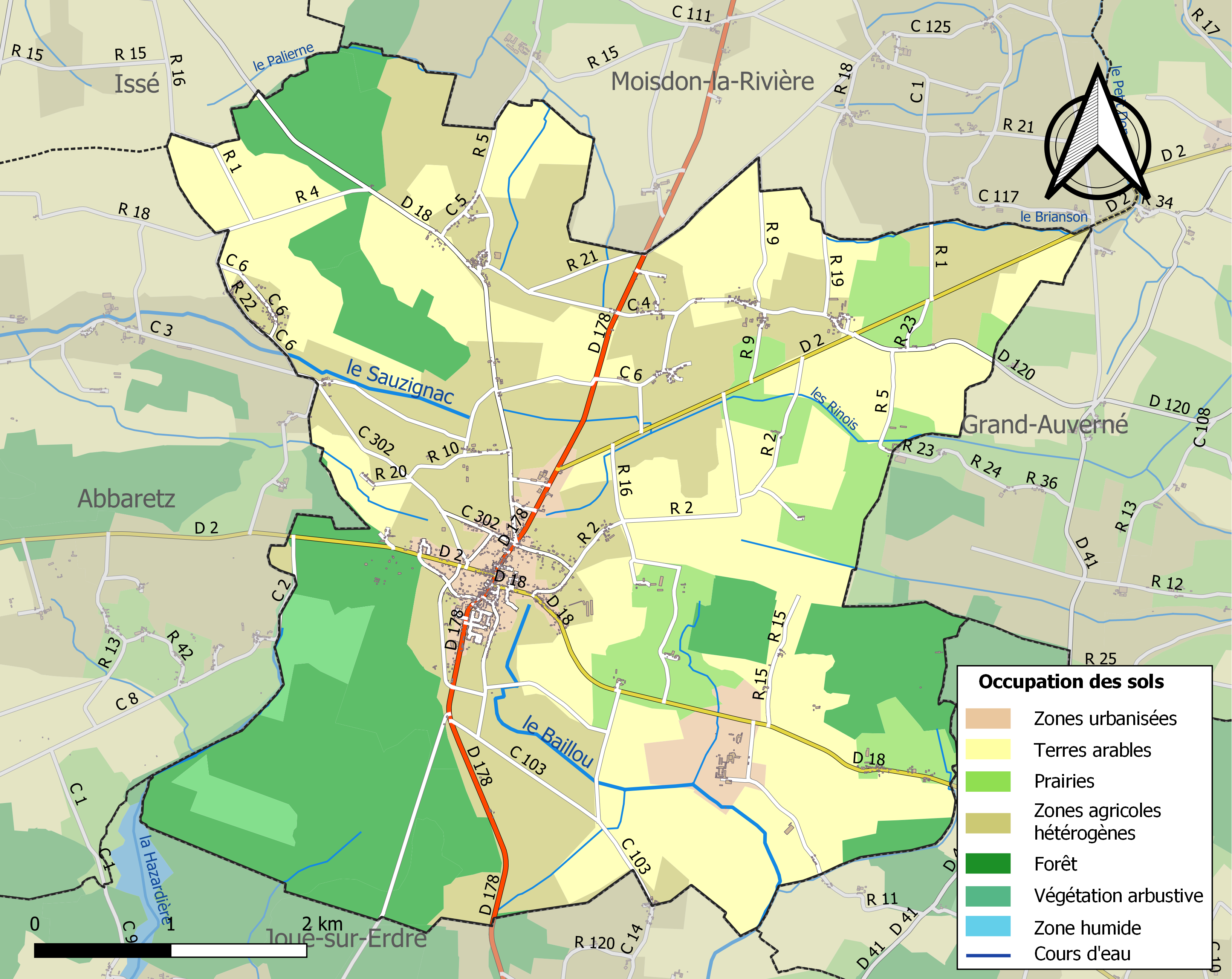
Carte des infrastructures et de l'occupation des sols de la commune en 2018 (CLC).

## Toponymie
Le nom de la localité est attesté sous les formes Melereium et Meslereium en 1142.
La Meilleraye-de-Bretagne vient du latin mellarium (ruche).
La commune possède un nom en gallo, la langue d'oïl locale : La Meillerae selon l'écriture ABCD, ou Melhra selon l'écriture MOGA. En gallo, le nom de la commune se prononce [məjʁa].
La forme bretonne actuelle proposée par l'Office public de la langue bretonne est Melereg-Breizh.

## Politique et administration
| Période                                  | Période   | Identité            | Étiquette     | Qualité           |
| ---------------------------------------- | --------- | ------------------- | ------------- | ----------------- |
| mars 1977                                | mars 2001 | Jean Massé          | Divers droite | inséminateur      |
| mars 2001                                | juin 2018 | Michel Moreau       | Divers droite | retraité agricole |
| juin 2018                                | En cours  | Marie-Pierre Guérin | Divers droite |                   |
| Les données manquantes sont à compléter. |           |                     |               |                   |

## Population et société

### Démographie
Selon le classement établi par l'Insee, La Meilleraye-de-Bretagne est une commune multipolarisée. Elle fait partie de la zone d'emploi de Nantes et du bassin de vie de Châteaubriant. Elle n'est intégrée dans aucune unité urbaine. Toujours selon l'Insee, en 2010, la répartition de la population sur le territoire de la commune était considérée comme « peu dense » : 75 % des habitants résidaient dans des zones « peu denses »  et 25 % dans des zones « très peu denses ».

#### Évolution démographique
L'évolution du nombre d'habitants est connue à travers les recensements de la population effectués dans la commune depuis 1793. Pour les communes de moins de 10 000 habitants, une enquête de recensement portant sur toute la population est réalisée tous les cinq ans, les populations de référence des années intermédiaires étant quant à elles estimées par interpolation ou extrapolation. Pour la commune, le premier recensement exhaustif entrant dans le cadre du nouveau dispositif a été réalisé en 2007.

En 2022, la commune comptait 1 587 habitants, en évolution de +4,96 % par rapport à 2016 (Loire-Atlantique : +6,68 %, France hors Mayotte : +2,11 %).
| 1793 | 1800 | 1806 | 1821 | 1831  | 1836  | 1841  | 1846  | 1851  |
| ---- | ---- | ---- | ---- | ----- | ----- | ----- | ----- | ----- |
| 716  | 636  | 743  | 754  | 1 449 | 1 155 | 1 225 | 1 484 | 1 637 |

| 1856  | 1861  | 1866  | 1872  | 1876  | 1881  | 1886  | 1891  | 1896  |
| ----- | ----- | ----- | ----- | ----- | ----- | ----- | ----- | ----- |
| 1 646 | 1 671 | 1 713 | 1 861 | 1 775 | 1 779 | 1 804 | 1 790 | 1 789 |

| 1901  | 1906  | 1911  | 1921  | 1926  | 1931  | 1936  | 1946  | 1954  |
| ----- | ----- | ----- | ----- | ----- | ----- | ----- | ----- | ----- |
| 1 726 | 1 655 | 1 506 | 1 373 | 1 343 | 1 353 | 1 289 | 1 332 | 1 195 |

| 1962  | 1968  | 1975  | 1982  | 1990  | 1999  | 2006  | 2007  | 2012  |
| ----- | ----- | ----- | ----- | ----- | ----- | ----- | ----- | ----- |
| 1 172 | 1 129 | 1 045 | 1 074 | 1 097 | 1 028 | 1 197 | 1 219 | 1 447 |

| 2017  | 2022  | - | - | - | - | - | - | - |
| ----- | ----- | - | - | - | - | - | - | - |
| 1 527 | 1 587 | - | - | - | - | - | - | - |

#### Pyramide des âges
La population de la commune est relativement jeune.
En 2018, le taux de personnes d'un âge inférieur à 30 ans s'élève à 38,6 %, soit au-dessus de la moyenne départementale (37,3 %). À l'inverse, le taux de personnes d'âge supérieur à 60 ans est de 19,8 % la même année, alors qu'il est de 23,8 % au niveau départemental.
En 2018, la commune comptait 766 hommes pour 775 femmes, soit un taux de 50,29 % de femmes, légèrement inférieur au taux départemental (51,42 %).
Les pyramides des âges de la commune et du département s'établissent comme suit.
| Hommes | Classe d’âge | Femmes |
| ------ | ------------ | ------ |
| 0,3    | 90 ou +      | 1,0    |
| 4,3    | 75-89 ans    | 9,3    |
| 12,0   | 60-74 ans    | 12,6   |
| 21,1   | 45-59 ans    | 19,5   |
| 21,7   | 30-44 ans    | 20,9   |
| 15,7   | 15-29 ans    | 14,7   |
| 24,9   | 0-14 ans     | 21,9   |

| Hommes | Classe d’âge | Femmes |
| ------ | ------------ | ------ |
| 0,6    | 90 ou +      | 1,8    |
| 6      | 75-89 ans    | 8,6    |
| 15,1   | 60-74 ans    | 16,4   |
| 19,4   | 45-59 ans    | 18,8   |
| 20,1   | 30-44 ans    | 19,3   |
| 19,2   | 15-29 ans    | 17,4   |
| 19,5   | 0-14 ans     | 17,6   |

## Culture locale et patrimoine

### Lieux et monuments
- Dolmen du Perron.

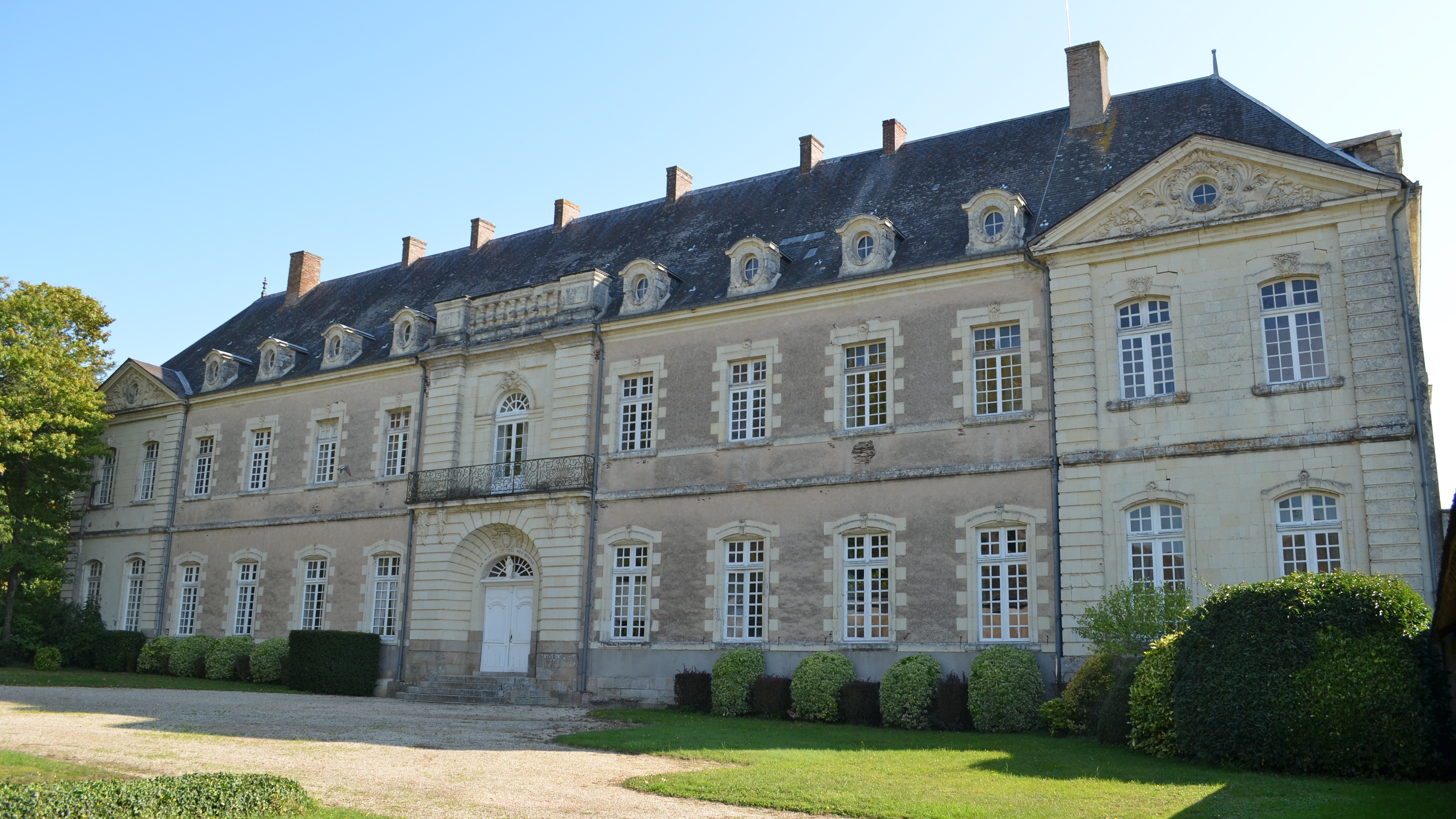
Abbaye Notre-Dame de Melleray

- Abbaye Notre-Dame de Melleray, abbaye cistercienne fondée en 1142.

### Emblèmes

#### Héraldique
| Blason | Blasonnement : De gueules à trois abeilles d'or, 2 et 1 ; au chef d'hermine. Commentaires : À La Meilleraye en 1882, l'évêque portait dans ses armes une ruche accompagnée d'abeilles. Le chef d'hermine évoque le blasonnement d'hermine plain de la Bretagne, rappelant l'appartenance passée de la ville au duché de Bretagne. Blason conçu par J.-P. Marzelière (délibération municipale du 17 août 1990). |

#### Devise
La devise de La Meilleraye-de-Bretagne : Concordia Mellis Dulcedo.

### Personnalités liées à la commune
La probité de la Maison de Rougé fut à l'origine du rayonnement de l'abbaye Notre-Dame de Melleray au Moyen Âge.